# Lechkopi
Lechkopi (en georgiano: აჩადარა; en armenio: եչկոպ, romanizado: Echkop) o Lachkvap (en abjasio: Лацәкәаԥ) es una aldea que pertenece a la parcialmente reconocida República de Abjasia, parte del distrito de Sujumi, aunque de iure pertenece al municipio de Sojumi de la República Autónoma de Abjasia de Georgia.

## Geografía
Lechkopi se encuentra en la llanura del Mar Negro, en la orilla izquierda del río Gumista, a 4 km de Sujumi. La aldea se administra desde el pueblo de Gumista.   

## Historia
Lechkop fue fundada por armenios de Samsun, Ordu y Trebisonda en 1889. En Lechkopi se encontró un tesoro de hachas cólquidas.

## Demografía
La evolución demográfica de Lechkopi entre 1959 y 1989 fue la siguiente:
| 1436                                                | 1079 |
| (Fuente: Population of Abkhazia since Soviet times) |      |

Antes de la guerra de Abjasia, la mayoría de la población local eran rusos, seguidos de los armeniosabjasios y georgianos.

## Economía
Los residentes se dedican al cultivo de tabaco, cítricos, hortalizas, horticultura, ganadería, apicultura y producción lechera.   

## Infraestructura

### Educación
El pueblo tenía una escuela armenia de ocho años.

### Transporte
Por Lechkopi pasa la línea ferroviaria Sujumi-Sochi.  